# Jiefang CA-30
El Jiefang CA-30 es un camión militar ampliamente utilizado por el Ejército chino. Se trata de una copia directa del camión militar ruso ZIL-157 6×6, y es casi idéntico a él, excepto en sus defensas cuadradas en vez de redondas como el ZIL-157.

## Historia
A lo largo de la década de 1950, las entidades del orbe industrial soviético ayudaron a China a constituir sus industrias pesadas. Como parte de este plan, China estableció la empresa First Automobile Works (FAW) en Changchun. Después, en julio de 1956, se presentó el primer vehículo de producción de la recién fundada planta: un camión militar denominado Jiefang CA-10 de tracción 4×2, una versión china del similar ruso ZIS-150. Un par de años más tarde, se presentó el Jiefang CA-30 de tracción 6×6. El CA-30, como el ZIL-157, estaban disponibles en diferentes configuraciones, según la petición del usuario sobre el módulo carrozable de su estructura, incluyendo variedades tales como: carga / transporte, tractor-remolque, vivienda, etc. Tanto el CA-30 como el CA-10 fueron utilizados ampliamente por el Ejército Popular de Liberación hasta la década de 1990, cuando fueron puestos fuera de servicio por etapas. Hoy en día, solo unos pocos de ellos permanecen en servicio.

## Otras Especificaciones
- Asientos (CAB): 1+2
  - Carga máxima: 4,5 t (en carretera)
  - 2,5 t (a campo traviesa o terrenos sin asfaltar)

- Datos: Q1976645
- Multimedia: Jiefang CA-30 / Q1976645